# SPLASH GOLD -夏の奇蹟-/Prism of Eyes
「SPLASH GOLD -夏の奇蹟-/Prism of Eyes」（スプラッシュ・ゴールド なつのきせき／プリズム・オブ・アイズ）は、MAXの30枚目のシングルである。2006年8月2日発売。

## 概要
- MAX初の両A面シングル。
- シングルとしては本作からCD+DVD、CDのみの2種類での発売となる。共にジャケット、曲順が異なる。また、CDのみは『魔弾戦記リュウケンドー』仕様となっている。
- レンタル盤はMAXにとって最後のCCCDである。
- Akiが在籍した第2期MAX最後のシングルとなった。
- 「SPLASH GOLD -夏の奇蹟-」は三線が取り入れられたハウスナンバー。

## 収録曲

### SPLASH GOLD -夏の奇蹟-/Prism of Eyes（CD+DVD）
CD
1. SPLASH GOLD -夏の奇蹟-
作詞：渡辺なつみ / 作曲：K-Muto（SOYSOUL）、ZOOCO / 編曲：K-Muto
2. Prism of Eyes
作詞：上田起士 / 作曲：島崎貴光 / 編曲：中西亮輔
テレビ愛知発テレビ東京系他「魔弾戦記リュウケンドー」エンディングテーマ
3. SPLASH GOLD -夏の奇蹟- (Instrumental)
4. Prism of Eyes (Instrumental)

DVD
1. SPLASH GOLD -夏の奇蹟- (MUSIC CLIP)
2. SPLASH GOLD -夏の奇蹟- (MUSIC CLIP MAKING)

### Prism of Eyes/SPLASH GOLD -夏の奇蹟-（CD）
1. Prism of Eyes
2. SPLASH GOLD -夏の奇蹟-
3. Prism of Eyes (Instrumental)
4. SPLASH GOLD -夏の奇蹟- (Instrumental)